# Duolnji Salaši
 Duolnji Salaši ili Tilkina (mađ. Alsószállások) je selo u jugoistočnoj Mađarskoj.

## Zemljopisni položaj
Nalazi se 4 km južno od Kalače, 7 km sjeverno od Fajsina, 6 km jugoistočno od Voktova, 1 km istočno od Dunava i 1 km jugoistočno od Guornjih Salaša te 2 km južno od Baćina kojem pripada. 

## Upravna organizacija
Upravno pripada kalačkoj mikroregiji u Bačko-kiškunskoj županiji. Poštanski broj je 6351. Ulazi u sastav naselja Baćina, kao i obližnji Guornji Salaši (mađ. Felsőszállások)).

## Promet
Istočnim krajem Duolnjih Salaša prolazi državna cesta br. 57.

## Stanovništvo
2001. je imalo 95 stanovnika. Stanovnik Duolnjih Salaša naziva se Salašar Duolnji, a stanovnica Salašarka Duolnja.